# Cròmbec verdós
El cròmbec verdós (Sylvietta virens) és un ocell de la família dels macrosfènids (Macrosphenidae)..

## Hàbitat i distribució
Habita els boscos del Senegal, Gàmbia i sud de Mali, sud-est de Guinea, Sierra Leone, Libèria, Costa d'Ivori, Ghana, Togo, Benín, sud-oest de Nigèria. Des del sud-est de Nigèria i sud del Camerun, el Gabon, República del Congo, República Centreafricana i sud de Sudan, nord i nord-est de la República Democràtica del Congo, Uganda i oest de Kenya fins al nord-oest i oest d'Angola i sud-oest, sud i est de la República Democràtica del Congo i l'extrem nord-oest de Tanzània.